# Adolf Heinen
Adolf Heinen (* 19. August 1897 in Köln; † 29. Januar 1975 in Münster) war ein deutscher römisch-katholischer Geistlicher, Jesuit, Missionswissenschaftler und Schriftsteller.

## Leben und Werk

### Ausbildung zum Priester und Jesuiten
Heinen wuchs als Sohn eines Sonderschullehrers in Köln auf. Er trat am 26. April 1916 im Bonifatiushaus in ’s-Heerenberg (Niederlande) in die Gesellschaft Jesu ein. Von Juli 1916 bis Kriegsende leistete er Wehrdienst an der Westfront bei dem Feldgeistlichen Pater Josef Kruchen SJ (1876–1933). Von 1919 bis 1927 machte er seine philosophischen und theologischen Studien im Ignatiuskolleg der Jesuiten in Valkenburg (Niederlande) und wurde dort am 27. August 1926 zum Priester geweiht. 1927–1928 absolvierte  er das Terziat in Salamanca.

### Schriftleiter der ZeitschriftDie katholischen Missionen
Schon zwischen seinen Studien hatte Heinen 1922–1923 ein Praktikum bei der Jesuitenzeitschrift Die katholischen Missionen in Bonn gemacht. Nach Abschluss seiner Ordensausbildung arbeitete er 1928–1932 als Redaktionsmitglied der Zeitschrift und ab 1933
als ihr Schriftleiter. Unter dem Druck des NS-Regimes wurde es immer schwieriger, die Zeitschrift zu gestalten. Ihre Auflage schrumpfte auf ein paar Tausend Exemplare zusammen.

### Unterdrückung durch das NS-Regime
Im ersten Halbjahr 1938 erhielt Heinen drei Schreiben vom Reichsminister für Volksaufklärung und Propaganda in Berlin mit einem jeweils scharfen Verweis für die Publikation bestimmter Artikel, in denen ihm die Verspottung der gottgläubigen Volksgenossen, die Ablehnung der Rassenlehre als Grundlage des nationalsozialistischen Staates, schließlich generell die Sabotage am Werk des Führers vorgeworfen wurde. In einem Antwortschreiben nach Berlin versuchte Heinen noch, seinen Standpunkt zu erklären. Es war vergeblich. Im August 1938 wurde die Zeitschrift als staatsfeindlich „für immer“ verboten. Heinen blieb noch als Minister des Hauses in Bonn, bis die Gestapo das Haus 1941 konfiszierte und die Jesuiten aus der Stadt vertrieb.

### Als Priester in der Seelsorge
Nach der Vernichtung seiner Bonner Arbeit ging Heinen als Priester in die Seelsorge und übernahm von 1941 bis 1945 eine Kaplanstelle in Amöneburg. Nach dem Krieg kehrte er noch einmal nach Bonn zurück, wurde 1945 zum Vicesuperior des neu entstehenden Bonner Jesuitenhauses ernannt und half ab 1947 dem neuen Schriftleiter Joseph Albert Otto beim Wiederaufbau der unterdrückten Zeitschrift Die katholischen Missionen. Von 1950 bis 1954 war er Redakteur der Ordenszeitschrift „Canisius. Mitteilungen der Jesuiten. Norddeutsche Provinz“ in Köln, von 1954 bis 1964 Gefängnisseelsorger im Kölner „Klingelpütz“, seit 1960 auch Minister in der neuen Jesuitenniederlassung Sankt Peter in Köln. Nach einem Herzinfarkt 1964 wirkte er bis 1973 als Hausgeistlicher im  Karmelitinnenkloster St. Josef Waldfrieden bei Auderath in der Eifel. Seine letzten Lebensjahre verbrachte er ab 1973 im Altenheim der Jesuiten in Haus Sentmaring in Münster und starb dort am 29. Januar 1975 im Alter von 77 Jahren. Er wurde auf dem Melaten-Friedhof in Köln beigesetzt.

## Werke
- Unter den Rothäuten Kanadas. Geschichte der Huronenmission und ihrer Blutzeugen, der 8 heiligen Missionare aus der Gesellschaft Jesu. Saarbrücker Druckerei und Verlag, Saarbrücken 1930 (über Jean de Brébeuf, Isaak Jogues und Gefährten).
  - (spanisch) Entre los pieles rojas del Canadá. Historia de la Misión de los Hurones y de sus misioneros, los ochos santos Mártires Canadienses de la Compañía de Jesús. Apostolado de la prensa, Madrid 1932, 1940; Fundación Maior, Madrid 2017.